# Podocarpus barretoi
Podocarpus barretoi là một loài thực vật hạt trần trong họ Thông tre. Loài này được de Laub. & Silba miêu tả khoa học đầu tiên năm 1990. Chỉ tìm thấy chúng tại Brasil. 